# Hawthorne - Angeli in corsia
(Tagline della serie televisiva)
Hawthorne - Angeli in corsia (Hawthorne) è una serie televisiva statunitense prodotta dal 2009 al 2011.
La serie, creata da John Masius, è un medical drama con protagonista Jada Pinkett Smith nei panni dell'infermiera Christina Hawthorne. Il nome della serie viene talvolta reso graficamente come HawthoRNe dato che la protagonista è una RN (Registered Nurse), ovvero un'infermiera che si è diplomata presso un programma per infermieri al college o in una scuola per infermieri, e ha ottenuto la licenza superando un esame nazionale.
La serie è stata trasmessa in prima visione negli Stati Uniti da TNT dal 16 giugno 2009. In lingua italiana è stata trasmessa in Italia da Cielo e in Svizzera da RSI LA1; in Italia l'intera serie è stata poi trasmessa dal canale satellitare Sky Atlantic.

## Trama
Christina Hawthorne è la capo infermiera del Richmond Trinity Hospital di Richmond, in Virginia. Rimasta vedova da poco, quotidianamente si ritrova ad affrontare le vicende mediche e personali dei suoi pazienti e colleghi, cercando di conciliare tutto ciò con l'essere madre della figlia Camille, con cui ha un rapporto a tratti conflittuale. Con lei lavorano l'oncologo Tom Wakefield, la sua migliore amica Bobbie e gli infermieri Candy e Ray.

## Episodi
Il 14 settembre 2010 la serie è stata rinnovata per una terza stagione di 10 episodi. Il 2 settembre 2011 la serie è stata cancellata dalla TNT.
| Stagione         | Episodi | Prima TV USA | Prima TV in italiano |
| ---------------- | ------- | ------------ | -------------------- |
| Prima stagione   | 10      | 2009         | 2011                 |
| Seconda stagione | 10      | 2010         | 2011-2012            |
| Terza stagione   | 10      | 2011         | 2012                 |

## Personaggi e interpreti
- Christina Hawthorne (stagioni 1-3), interpretata da Jada Pinkett Smith, doppiata da Cristiana Lionello.
È la protagonista della serie. Christina è la capo infermiera del Richmond Trinity Hospital, e si batte orgogliosamente ogni giorno affinché tutti i suoi pazienti ricevano le cure adeguate, senza che restino vittime della burocrazia. Il suo lavoro le toglie però tempo da dedicare alla figlia Camille, che tra mille difficoltà cerca di crescere da sola dopo la morte del marito, colpito da un cancro.
- Tom Wakefield (stagioni 1-3), interpretato da Michael Vartan, doppiato da Gianluca Tusco.
È l'oncologo e capo chirurgo dell'ospedale. È molto competente, ma non ama che le sue opinioni vengano messe in discussione. È molto amico di Christina, avendo avuto in cura il marito, e difatti si rivolge spesso a lei per ricevere aiuto e sostegno quando deve relazionarsi con i suoi collaboratori.
- Ray Stein (stagioni 1-3), interpretato da David Julian Hirsh, e doppiato da Massimiliano Manfredi.
È l'unico infermiere maschio dell'ospedale, e ciò gli provoca qualche problema, sia perché nessuno sembra rispettarlo, sia perché tutti pensano che – lavorando in un ambiente prettamente femminile – sia gay (è invece segretamente innamorato della collega Candy). Il suo sogno è diventare un dottore.
- Bobbie Jackson (stagioni 1-3), interpretata da Suleka Mathew, doppiata da Franca D'Amato.
È la migliore infermiera dell'ospedale, ed è anche la migliore amica di Christina, con cui si confida apertamente. Onesta e divertente, combatte ogni giorno contro le sue insicurezze, tra cui quella di avere una protesi ad una gamba (l'amputazione pare si rese necessaria in seguito ad un infortunio occorsole da ragazzina e dopo molti inutili tentativi per salvarle l'arto; è però lei stessa a fornire diverse varianti degli eventi durante gli episodi, probabilmente per il trauma psicologico subito e l'incapacità ad accettare la propria disabilità). Il forte legame che ha con Christina si riflette favorevolmente anche sul loro lavoro.
- Candy Sullivan (stagioni 1-3), interpretata da Christina Moore, doppiata da Claudia Balboni.
È una giovane infermiera, molto carina ed estroversa. Dedica molte "attenzioni" speciali ai soldati feriti in guerra, ed è per questo oggetto di molte dicerie, che mettono in secondo piano la sua indubbia competenza.
- Camille Hawthorne (stagioni 1-3), interpretata da Hannah Hodson, doppiata da Letizia Ciampa.
È la figlia adolescente di Christina. Era molto legata al padre, e reputa la madre responsabile della sua morte, facendo di tutto per non rispettarne l'autorità (per esempio mettendogli contro la nonna), anche se in fondo lei e la madre sono due persone simili sotto molti aspetti.
- Kelly Epson (stagioni 2-3, ricorrente 1), interpretata da Vanessa Lengies, doppiata da Ilaria Stagni.
È una giovane infermiera, inizialmente non molto presente nelle vicende dell'ospedale.